# Serra dels Tanys
La Serra dels Tanys és una serra al municipi de Susqueda a la comarca de la Selva, amb una elevació màxima de 757 metres.